# Егіна (німфа)
Егі́на (грец. Αίγινα / Aígina) — німфа, дочка річкового бога Асопа; викрадена Зевсом, народила від нього сина Еака, що мав славу найбільш благочестивого та справедливого серед греків.

## Міфологія
Зевс викрав її з Фліунта і приніс на острів Енона, побоюючись Гери. Зевс спокусив її у вогняній подобі або подобі орла.
З'єднання Зевса і Егіни античні джерела локалізували на острові Егіна, який раніше нібито називався Енона. Ім'я викрадача німфи назвав Асопу Сісіф, за що розгніваний громовержець наслав на нього Танатоса. Егіна народила сина Еака. Після народження сина Егіна стала дружиною Актора, короля Опусу. Народила від Актора сина Менетія.
Її статуя знаходиться в Олімпії. Статуя в Дельфах — дар фліасійців.